# PowerPoint Karaoke
PowerPoint Karaoke，也被称作 Battledecks 或 Battle Decks，是一种即兴活动。参加者需根据一系列他们从未见过的幻灯片来进行展示。它的名字来源于 Microsoft PowerPoint 和 卡拉OK。这项活动是为了搞笑，也可以被当作是一种即兴剧场，或者是一种 Theatresports 游戏。
幻灯片可以使用真正的幻灯片也可以使用某种神秘话题，或者来自几个不同的幻灯片的毫无意义的组合，亦或是随意组合的幻灯片（比如用网上随意下载的图片加上无关的文字）。有时，在演讲之前会给一个主题，让演讲者牵强附会，把主题和幻灯片联系在一起。

## 历史
Powerpoint-Karaoke 于 2006 年 1 月 在柏林发起，由 Zentrale Intelligenz Agentur，一群在柏林的作家和艺术家创作。

## 其他用途
「PowerPoint Karaoke」有时被用来形容演讲者面向屏幕，不停读幻灯片，无聊且无视观众的行为。
西班牙概念艺术家 Rubén Grilo 在 2011 年 6 月 使用 Powerpoint-Karaoke 作为在MARCO 的一个展出标题。

## 参阅
- 设计师交流之夜